# Des racines et des ailes (album)
Des racines et des ailes, sorti le 16 juin 2004, est le premier album du groupe marseillais La Swija.

## Liste des chansons
1. La récitation
2. La Swija
3. L'arôme des caves
4. En bas Ft. Soprano
5. Plus de balles à blanc
6. Le canon du calibre
7. Solide et coriace Ft.
8. Météor
9. Au sourire levant Ft. Soprano & Vincenzo
10. L'océan dans un verre
11. Cri de colère Ft. Mino & Césarë
12. Le magma
13. Enfant de kartier
14. Prendre la vie à l'envers Ft. Cortex
15. A l'ombre de la haine